# Nhánh mu tay của thần kinh trụ
Nhánh mu tay của thần kinh trụ phát sinh ở vị trí cách cổ tay khoảng 5 cm, tách ra từ thần kinh trụ. Thân kinh đi dưới cơ gấp cổ tay trụ, xuyên qua mạc sâu và chạy dọc theo phía bên trụ-sau của cổ tay và bàn tay, chia thành hai nhánh mu ngón tay; một cung cấp mặt trụ (mặt ngoài) của ngón út; nhánh còn lại thì chi phối mặt tiếp xúc giữa ngón út và ngón nhẫn.
Nhánh cũng cho sợi  hòa vào nhánh nông của thần kinh quay, chi phối mặt tiếp xúc của ngón giữa và ngón nhẫn
Một nhánh đi đến vùng xương bàn tay, hòa với một số sợi thuộc nhánh nông của thần kinh quay.

## Hình ảnh bổ sung

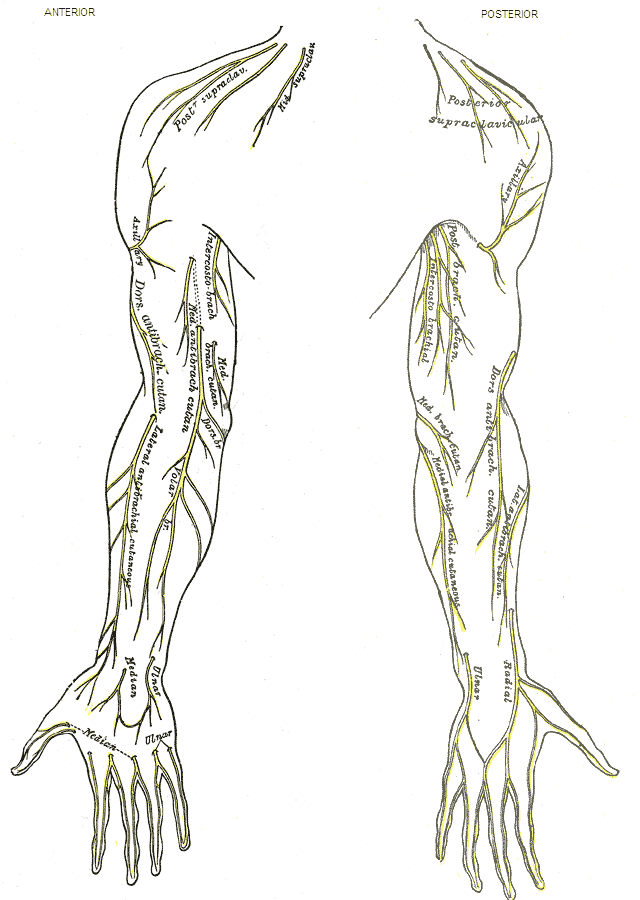
Thần kinh bì của chi trên phải.
Sơ đồ phân bố thần kinh da của chi trên bên phải